# Терминоведение
Терминове́дение (терминология — устар.) — наука, изучающая специальную лексику с точки зрения её типологии, происхождения, формы, содержания (значения) и функционирования, а также использования, упорядочения и создания.

## Обзор
Начало терминоведения связано с именами австрийского ученого Ойгена Вюстера (1898—1977) и отечественного терминоведа Дмитрия Семеновича Лотте (1898—1950), опубликовавших первые работы в 1930 г. В настоящее время разработкой теоретических проблем терминоведения занимается ряд национальных школ — австрийско-немецкая, франко-канадская, российская, чешская — различающихся подходами и аспектами рассмотрения специальной лексики; ведущей по масштабам и значимости исследований является российская школа, результаты работы которой нашли отражение в свыше 2.300 успешно защищённых диссертаций и развитой терминологии, насчитывающей около 3,5 тысяч терминов. Среди известных представителей современного российского терминоведения — О. С. Ахманова, А. С. Герд, С. В. Гринев, В. М. Лейчик, Э. А. Сорокина, В. А. Татаринов. В России терминоведов объединяет Российское терминологическое общество «РоссТерм».
В настоящее время в терминоведении выделяется ряд самостоятельных направлений исследования. В первую очередь можно выделить теоретическое терминоведение, исследующее закономерности развития и употребления специальной лексики и основывающееся на нём прикладное терминоведение, вырабатывающее практические принципы и рекомендации по устранению недостатков терминов и терминологий, их описанию, оценке, редактированию, упорядочению, созданию, переводу и использованию.
Общее терминоведение изучает наиболее общие свойства, проблемы и процессы, происходящие в специальной лексике, а частное или отраслевое терминоведение занимается изучением специальной лексики и понятий отдельных областей знания конкретных языков. Типологическое терминоведение занимается сравнительным исследованием особенностей отдельных терминологий с целью установления общих свойств терминологий и особенностей отдельных терминологий, обусловленных характером отражаемых ими областей знания, а сопоставительное терминоведение — сравнительным исследованием общих свойств и особенностей специальной лексики разных языков, например, русского и английского.Семасиологическое терминоведение занимается исследованием проблем, связанных со значением (семантикой) специальных лексем, изменением значений и всевозможными семантическими явлениями — полисемией, омонимией, синонимией, антонимией, гипонимией и т. д. Ономасиологическое терминоведение исследует структурные формы специальных лексем, процессы наименования специальных понятий и выбора оптимальных форм наименований.
Историческое терминоведение изучает историю терминологий для того, чтобы вскрыть тенденции их образования и развития и с их учетом дать правильные рекомендации по их упорядочению. В настоящее время на основе результатов этого направления исследований возникла самостоятельная лингвистическая дисциплина — антрополингвистика. Функциональное терминоведение связано с изучением современных функций термина в различных текстах и ситуациях профессионального общения и подготовки специалистов, а также особенностей использования терминов в речи и компьютерных системах.
В настоящее время формируется ряд новых направлений, среди которых следует выделить когнитивное, или гносеологическое терминоведение, занимающееся исследованием роли терминов в научном познании и мышлении.
Как самостоятельные разделы терминоведения можно рассматривать также терминоведческую теорию текста — теорию, лежащую на стыке терминоведения и частной теории текста и занимающуюся вопросами типологии текстов, содержащих термины, терминологическим анализом текста и текстовым анализом термина, а также историю терминоведения — раздел терминоведения, занимающийся историей становления и совершенствования предмета, методов и структуры терминоведения, его места в системе наук, формирования его теорий и принципов, а также отдельных терминологических школ [В. М. Лейчик, 1989, 2006; С. В. Гринев 1994].
С терминоведением тесно связана терминография — наука о составлении словарей специальной лексики. Ряд специалистов даже рассматривает терминографию как раздел терминоведения. Многие проблемы, исследуемые терминоведами, возникли в практике разработки специальных словарей, и решение этих проблем влияет на методы составления словарей. В то же время изучение любой области специальной лексики неизменно связано с терминографией, поскольку результаты работы по выявлению, исследованию и упорядочению терминологии обычно оформляются в виде словаря.

## Понятия
В результате изучения различных областей специальной лексики было установлено, что наряду с терминами существуют и другие специальные лексические единицы, которые были выделены и описаны: номены [Г. О. Винокур 1939], профессионализмы [Н. П. Кузьмин 1970], профессиональные арготизмы [Л. И. Скворцов 1972], или профессиональные жаргонизмы [Н. М. Гладкая 1977], предтермины и квазитермины [В. М. Лейчик 1981], терминоиды [А. Д. Хаютин 1972], прототермины [С. В. Гринев 1990]. Эти специальные лексемы имеют ряд общих признаков с терминами, но имеют и отличия.
Термин — номинативное слово или словосочетание (имя существительное или словосочетание с именем существительным в качестве опорного слова), принимаемое для наименования общих понятий.
Номены — это наименования единичных понятий, а также конкретной массовой продукции, воспроизводимой по одному и тому же образцу заданное число раз [Канделаки 1970]. Разница между термином и номеном заключается в том, что номенами называют единичные понятия, а терминами — общие понятия.
Предтермины — это специальные лексемы, используемые в качестве терминов для называния новых сформировавшихся понятий, но не отвечающие основным требованиям, предъявляемым к термину. В качестве предтермина обычно выступают: (а) описательный оборот — многословное номинативное словосочетание, используемое для называния понятия и позволяющее точно описать его сущность, но не отвечающее требованию краткости; (б) сочинительное словосочетание; (в) сочетание, содержащее причастный или деепричастный оборот. Предтермины используются в качестве терминов для именования новых понятий, для которых сразу не удаётся подобрать подходящие термины. От терминов предтермины отличают временный характер, неустойчивость формы, невыполнение требований краткости и общепринятости, зачастую и отсутствие стилистической нейтральности. В большинстве случаев со временем предтермины вытесняются терминами. В ряде случаев замена предтермина лексической единицей, более соответствующей терминологическим требованиям, затягивается, и предтермин закрепляется в специальной лексике, приобретая устойчивый характер и становясь квазитермином.
Достаточно сложным является статус профессионализмов, которые некоторые специалисты: а) отождествляют с терминами, б) относят к единицам ремесленной лексики, в) к специальной лексике неноминативного характера (глаголы, наречия, прилагательные); г) ненормированной специальной лексике, ограниченной употреблением в устной речи профессионалов в неформальной обстановке, и часто имеющей эмоционально-экспрессивные коннотации. Разновидностью профессионализмов являются профессиональные жаргонизмы, которые не способны приобретать нормативный характер, и их условность ясно ощущается говорящими.
Терминоид — специальная лексема, используемая для называния недостаточно устоявшихся (формирующихся) и неоднозначно понимаемых понятий, не имеющих чётких границ, а значит и определений. Поэтому терминоиды не имеют таких терминологических свойств, как точность значения, контекстуальная независимость и устойчивый характер, хотя и именуют понятия.
Прототермины — это специальные лексемы, появившиеся и применяющиеся до появления наук (самые ранние — возможно 30-40 тысяч лет назад), и поэтому они называют не понятия (которые возникают с появлением науки), а специальные представления. Прототермины с тех пор не исчезли — они сохранились в дошедшей до нас ремесленной лексике и бытовой лексике (поскольку с тех пор многие специальные представления вошли в общий обиход). Со временем, при появлении научных дисциплин, в которых специальные предметные представления ремесел и некоторых других видов деятельности теоретически осмысляются и преобразуются в системы научных понятий, часть устойчиво закрепившихся в специальной речи прототерминов включается в научную терминологию, а остальные существуют либо в виде общеупотребительной лексики предметных областей, в которых отсутствуют (ещё не сформировались) научно-теоретические основы, либо функционируют в виде так называемых «народных терминологий», используемых параллельно с научными терминами, но без связи с понятийной системой. Таким образом, многие базовые термины старых терминологий когда-то были прототерминами и сохранили ряд своих черт — использование для мотивации случайных, поверхностных признаков или отсутствие (утрата) мотивированности (Grinev 1996).

## Метод
Объектом упорядочения в терминоведении является терминология, то есть естественно сложившаяся совокупность терминов определённой области знания или её фрагмента. Терминология подвергается систематизации, затем анализу, при котором выявляются её недостатки и методы их устранения, и, наконец, нормализации. Результат этой работы представляется в виде терминосистемы — упорядоченного множества терминов с зафиксированными отношениями между ними, отражающими отношения между называемыми этими терминами понятиями.
Упорядочение является центральной, наиболее важной терминологической работой. Эта работа складывается из ряда этапов, к которым, кроме отбора терминов, относятся следующие:
- систематизация понятий данной области знания по категориям и построение классификационных схем понятий, в результате чего становятся наглядными существенные признаки понятий; уточнение на основании классификационных схем существующих определений понятий или создание новых определений;

- анализ терминологии, который проводится с целью определения её недостатков. Сначала проводится семантический анализ, позволяющий выявить различные отклонения значений терминов от содержания называемых ими понятий и выявить понятия, не имеющие терминологических наименований. Затем этимологический анализ, который позволяет выделить наиболее эффективные способы и модели образования терминов данной терминологии, выявить неудачные формы терминов и определить способы их улучшения или замены. Функциональный анализ даёт возможность установить особенности функционирования, использования терминов. Следует заметить, что во всех случаях проводимый анализ должен включать в себя учёт существующих тенденций развития данной терминологии и особенностей проявлений этих тенденций, для чего обычно проводится диахронический анализ;
- на следующем этапе проводится нормализация терминов. Под нормой в лингвистике понимается совокупность правил, выводимых из речевой практики и имеющих целью упорядочение речевой деятельности говорящих на данном языке (О. С. Ахманова 1968). В соответствии с этим нормализация терминологии — это выбор из речевой практики специалистов наиболее удобных и точных вариантов и правил образования и употребления терминов и утверждение таких вариантов в качестве предпочтительных. Терминологическая норма основывается на общеязыковой, но может с ней не совпадать. Так, в ряде терминологий существуют принятые специалистами изменения в ударении (рентгеногра́фия — рентгенографи́я, эпиле́псия — эпилепси́я, полифо́ния — полифони́я), словообразовании (предынфарктный — прединфарктный), используются диалектные и просторечные слова.
Нормализация имеет две стороны — унификацию, направленную на упорядочение содержания терминов, и оптимизацию, имеющую целью выбор оптимальной формы терминов. Унификация призвана обеспечить однозначное соответствие между системой понятий и терминосистемой: одному понятию в данной терминосистеме должен соответствовать только один термин и наоборот. При этом правильно построенная терминосистема должна наглядно отражать систему научных понятий с их связями. Поэтому основная задача оптимизации — поиск удобной в использовании компактной формы терминов, в которой непосредственно или косвенным образом были бы отражены основные классификационные признаки называемого им понятия;
- на последнем этапе упорядочения производится кодификация полученной терминосистемы, то есть её оформление в виде нормативного словаря. При этом существуют две степени обязательности терминосистемы, связанные с особенностями их употребления. В том случае, когда отступления от точного однозначного употребления термина недопустимы (обычно в сфере производства), кодификация принимает форму стандартизации терминов. Её результатом являются стандарты на термины и определения, которые в документации являются обязательными. Если же излишне жёсткие нормы могут помешать развитию творческой мысли (обычно в сфере науки), кодификация принимает форму рекомендации наиболее правильных с точки зрения терминоведения терминов, а её результатом является сборник рекомендуемых терминов.

В случае межъязыкового упорядочения терминологий — гармонизации — производится системное сопоставление терминологии двух или более языков на основе сводной системы понятий, дополненной за счёт используемых национальных понятий. Основное средство гармонизации — взаимная корректировка содержания и форм национальных терминов с целью установления между ними точных соответствий, что часто сопровождается взаимным заимствованием терминов, обогащающим национальные терминологии. Результаты гармонизации оформляются в виде нормативных переводных словарей, в том числе стандартов.